# Douglas C-124 Globemaster II
Douglas C-124 Globemaster II, přezdívaný „Old Shaky“, je americký těžký nákladní letoun postavený společností Douglas Aircraft Company v Long Beach v Kalifornii.
C-124 byl hlavním letounem pro přepravu těžkého nákladu ve službách United States Air Force (USAF) Military Air Transport Service (MATS) během 50. a zpočátku 60. let, tedy před nástupem letounu Lockheed C-141 Starlifter. Původně jej využívala MATS, později pak Military Airlift Command (MAC), jednotky Air Force Reserve a Air National Guard, ze služby byl vyřazen v roce 1974.